# 北窩
北窩，是臺灣新竹縣湖口鄉的一個傳統地域名稱，位於該區東部。相較於今日行政區，其範圍大致為長安村南大半部。

## 歷史
台灣清治末期至日治初期，北窩地區為一街庄，稱為「北窩庄」，隸屬於竹北二堡。該庄北與長崗嶺庄、崩坡下庄、崩坡庄為鄰，東與汶水坑庄為鄰，南邊為照門庄、羊喜窩庄，西邊為大湖口庄。
1901年（日治明治三十四年）11月，全台廢縣廳改設二十廳，該庄隸屬於新竹廳。1909年（明治四十二年）10月，合併二十廳為十二廳，該庄隸屬不變。1920年（大正九年），廢十二廳改設五州二廳，該庄改制為「北窩」大字，隸屬於新竹州新竹郡湖口庄，大字下有「北窩」、「南窩」小字名。
戰後湖口庄改制為湖口鄉，隸屬於新竹縣，大字亦改制為村。1950年桃、竹、苗分治，湖口鄉隸屬不變。

## 交通
國道1號又稱「中山高速公路」，是台灣西部兩條縱向高速公路之一，大致以東北東－西南西走向蜿蜒經過北窩地區西北部邊界地帶。境內未設交流道，東側最近的是位於楊梅市區東邊省道台1線交會處的楊梅交流道，西側最近的是波羅汶山南邊的湖口交流道，由此等進入可快速前往台灣西部各地。
鄉道竹11線是長安至汶水坑的道路，大致以西北—東南走向蜿蜒經過本地區，向西北可前往長安並止於省道台1線，向東南轉南可前往汶水坑，續行至石門止於縣道115號。

## 運動休閒
- 再興高爾夫俱樂部
- 長安高爾夫球場